# Vinko Divković
Vinko Divković (Tuzla, 28. svibnja 1966.), je hrvatski bosanskohercegovački nogometni trener koji je kao trener radio u Austriji, gdje je vodio nekoliko niželigaških momčadi, te u Bosni i Hercegovini gdje je vodio nogometne klubove Gradina iz Srebrenika i Čelik iz Zenice.
Vlasnik PRO-licence.Vodio je Gradinu iz Srebrenika 2013. godine. 8. studenoga 2017. postao je šef stručnog stožera bh. premijerligaša zenički Čelik.